# Тразодон
Тразодон — антидепрессант, относится к классу антагонистов/ингибиторов обратного захвата серотонина (АИОЗС). Наряду с блокированием обратного захвата серотонина и повышением серотонинергической нейропередачи сильно блокирует серотониновые рецепторы подтипа 5-HT2, чем объясняется малая вероятность сексуальных побочных эффектов, а также малая вероятность обострения тревоги, бессонницы и нервозности по сравнению с антидепрессантами группы СИОЗС.

## Фармакологические свойства
Препарат оказывает антидепрессивное (тимоаналептическое) действие, сочетающееся с анксиолитическим эффектом. По фармакологическим свойствам и нейрохимическому действию отличается от типичных антидепрессантов; не уменьшает депрессивного влияния резерпина, ослабляет центральные эффекты фенамина и периферическое действие норадреналина; не оказывает заметного влияния на нейрональный захват катехоламинов, но избирательно блокирует захват серотонина, оказывает α-адреноблокирующее действие.

## Фармакокинетика
Tmax после приёма внутрь составляет от 0,5 до 2 часов. Приём тразодона во время приёма пищи замедляет скорость абсорбции из ЖКТ, снижает Cmax в плазме крови и увеличивает Tmax. Проникает через гистогематические барьеры, а также в ткани и жидкости (жёлчь, слюна, грудное молоко). Связывание с белками плазмы — 87—96 %. Метаболизируется в печени, активный метаболит — 1-м-хлорофенилпиперазин. T1/2 составляет 3—6 ч., во вторую фазу — 5—9 ч. Около 75 % в дальнейшем экскрецируется через почки с мочой. С жёлчью удаляется около 20 %. Полное освобождение организма от действующего вещества и его метаболитов наблюдается через 98 ч. после приёма.

## Показания к применению
- Тревожно-депрессивные состояния эндогенной этиологии (в том числе инволюционные депрессии);
- психогенные депрессии (в том числе реактивные и невротические депрессии);
- тревожно-депрессивные состояния на фоне органических заболеваний ЦНС;
- депрессивные состояния при длительном болевом синдроме;
- алкогольные депрессии;
- бензодиазепиновая зависимость;
- расстройства либидо и потенции[2];
- бессонница, в том числе возникающая при терапии СИОЗС или ТЦА[3].

Препарат широко используется в комплексном лечении больных с соматическими заболеваниями, осложнёнными психическими расстройствами (например, тревогой).
Результаты метаанализов Кокрейн говорят о том, что тразодон в низких дозах улучшает качество сна по сравнению с плацебо, однако нет достаточных доказательств, чтоб рекомендовать его при проблемах со сном у пациентов с деменцией.
Всемирная организация здравоохранения настоятельно не рекомендует использование тразодона для лечения поведенческих и психологических симптомов деменции; кокрейновский метаанализ 2011 года сообщает о том, что тразодон удовлетворительно переносится пациентами при применении его для лечения ажитации и психоза у пациентов с деменцией, однако большее количество исследований требуется для того, чтоб сделать уверенные выводы о его эффективности.

## Режим дозирования
Начальная суточная доза составляет до 200 мг, разделённых на 3 приёма.
В зависимости от вида и тяжести депрессии, а также учитывая α-Адреноблокирующее действие, назначают до 300 мг в день. При крайней необходимости дозу увеличивают до 600 мг/сут., однако в этом случае рекомендуется принимать основную часть дозы перед сном.
При применении в качестве анксиолитического средства (при невротических и соматических депрессиях) назначают по 25 мг 3 раза в день.
Тразодон желательно принимать после еды или лёгкой закуски: принимая его натощак, некоторые пациенты (около 6 %) испытывают головокружение.
Парентерально вводят в дозе 50 мг в качестве анксиолитического средства для премедикации перед оперативным вмешательством.

## Противопоказания
- беременность;
- период лактации (грудное вскармливание);
- детский возраст до 6 лет;
- повышенная чувствительность к препарату.

С осторожностью препарат назначается пациентам с AV-блокадой, инфарктом миокарда (ранний восстановительный период), артериальной гипертензией (может потребоваться коррекция доз гипотензивных препаратов), желудочковой аритмией, приапизмом в анамнезе, почечной и/или печёночной недостаточностью, пациентам в возрасте до 18 лет.

## Побочное действие
Со стороны ЦНС и периферической нервной системы: эйфория, чрезмерная седация, вялость, тревожность, дереализация, ажитация, когнитивные нарушения, повышенная утомляемость, сонливость, состояния спутанности (редко), головная боль, головокружение, слабость, дискоординация, парестезии, дезориентация, тремор.
Со стороны сердечно-сосудистой системы: снижение АД; ортостатическая гипотензия (особенно у лиц с вазомоторной лабильностью), обусловленная адренолитическим действием препарата; аритмия (способность вызывать единичные желудочковые экстрасистолы и короткие эпизоды (3—4 удара) желудочковой тахикардии), нарушение проводимости, брадикардия.
Со стороны системы кроветворения: лейкопения и нейтропения (обычно незначительно выраженные).
Со стороны свёртывающей системы крови: желудочно-кишечные кровотечения.
Со стороны пищеварительной системы: сухость и горечь во рту, тошнота и рвота, повышение массы тела, диарея, снижение аппетита, паралитическая непроходимость кишечника.
Прочие: аллергические реакции, раздражения глаз, миалгия, аноргазмия, приапизм (больные, у которых отмечается данный побочный эффект, должны немедленно прекратить приём препарата и обратиться к врачу), серотониновый синдром.

## Взаимодействия
Не сочетается с необратимыми ИМАО (при сочетании с ИМАО токсичность каждого препарата может усиливаться:604), с буспироном. Не рекомендуется сочетать с флуоксетином, пароксетином, галоперидолом, тиоридазином. Повышает концентрацию дигоксина. Изменяет эффект варфарина, снижает эффект М-холиномиметиков. Фенобарбитал, цизаприд снижают эффект тразодона, производные фенотиазина и циметидин могут усиливать его эффект. Сочетание тразодона с клозапином приводит к токсическому действию на ЦНС, при сочетании с пароксетином или с никардипином эффект и токсичность каждого препарата могут усиливаться:603—604. При приёме тразодона совместно с препаратами, угнетающими ЦНС, или с алкоголем возможен синергический эффект; в частности, при совместном применении с анксиолитиками и снотворными средствами усиливается седативное действие. Тразодон препятствует терапевтическому эффекту противоэпилептических средств.
Сочетанное применение тразодона с антидепрессантами группы СИОЗС может вызвать серотониновый синдром. При сочетании с опиоидными анальгетиками, антигистаминными препаратами, некоторыми антидепрессантами возникает сильная сонливость. При сочетании с антигипертензивными препаратами повышается риск ортостатической гипотонии, при сочетании с клонидином уменьшается вызываемая клонидином гипотония:603—604. Совместное применение с пимозидом или флекаинидом может приводить к увеличению риска аритмии, с бета-блокаторами или гликозидами наперстянки — к сильной брадикардии:603—604.